# Флэгг, Купер
Купер Флэгг (англ. Cooper Flagg; род. 21 декабря 2006, Ньюпорт, Мэн) — американский профессиональный баскетболист клуба НБА «Даллас Маверикс». Флэгг выиграл несколько национальных наград игрока года в старшей школе в качестве старшеклассника и был признан лучшим новобранцем в классе 2024 года. На драфте НБА 2025 года был выбран под 1-м номером.

## Ранние годы
Флэгг родился в Ньюпорте, штат Мэн, и изначально учился в региональной средней школе Нокомис. Он стал первым первокурсником, названным игроком года по версии Maine Gatorade, набирая в среднем 20,5 очков, 10 подборов, 6,2 передач, 3,7 перехватов и 3,7 блок-шотов за игру. Нокомис выиграл чемпионат штата класса А, а Флэгг набрал 22 очка и сделал 16 подборов в победной игре финале штата против средней школой Фалмута (43:27).
Флэгг перешёл в Академию Монтверде в Монтверде, штат Флорида, в конце своего первого года обучения в старшей школе. До начала своего первого года в школе он играл в баскетбольной лиге Nike Elite за команду «Флорила Иглз». Флэгг был назван MVP турнира Hoophall Classic 2023 года, набрав 21 очко с 5 перехватами, 5 подборами и 3 передачами в победной игре над Академией Ла Люмьер (85:63). Он также был назван полуфиналистом приза Нейсмита лучшему игроку года среди старшеклассников. Флэгг в среднем набирал 9,8 очков, 5,2 подбора и 3 передачи за игру в своём первом сезоне в Монтверде. После сезона он играл за «Мэн Юнайтед» в Nike Elite и в среднем набирал 25,4 очка, 13 подборов, 5,7 передач и 6,9 блок-шотов в семи играх на турнире Peach Jam.
Флэгг был выбран для участия в матче McDonald's All-American 2024 года. 27 марта 2024 года он был назван игроком года по версии Gatorade National. Флэгг также был назван Мистером баскетбола США и обладателем Приза Нейсмита лучшему игроку года среди старшеклассников. Он закончил сезон, набирая в среднем 16,4 очка, 7,5 подбора, 3,8 передачи и 2,7 блок-шота за игру во время своего последнего сезона в старшей школе, приведя «Иглз» к идеальному результату 34–0 и восьмому национальному титулу.

## Карьера в колледже
Флэгг поступил в Дьюкский университет в июне 2024 года, чтобы принять участие в летних тренировках «Блю Девилз». 4 ноября 2024 года он дебютировал в студенческом баскетболе в победном матче открытия против «Мэна» (96:62), в котором набрал 18 очков, 7 подборов, 5 результативных передач и 3 перехвата. 18 ноября Флэгг получил награду новичка недели Конференции атлантического побережья (ACC). 31 декабря он набрал 24 очка, 6 передач и 4 перехвата в победной игре против «Виргинии» (88:65). 4 января 2025 года Флэгг сделал дабл-дабл из 24 очков и 11 подборов в победной игре против СМУ (89:62).

## Профессиональная карьера
Флэгг на драфте НБА 2025 года был выбран под первым выбором командой «Даллас Маверикс».

## Карьера за сборную
Флэгг играл за сборную США (до 17 лет) на юношеском чемпионате мира 2022 года в Испании. Он был включён в сборную турнира, набирая в среднем 9,3 очка, делая 10 подборов, 2,9 блок-шота и 2,4 перехвата за игру, а США выиграли золотые медали. Флэгг набрал 10 очков, сделал 17 подборов, 8 перехватов и 4 блок-шота в победной финальной игре против сборной Испании (79:67). Он был назван лучшим баскетболистом года в США 2022 года за своё выступление на юношеском чемпионате мира и стал самым молодым игроком, завоевавшим эту награду.
Флэгг был включён в команду США для тренировок с национальной сборной США в рамках подготовки к летним Олимпийским играм 2024 года.

## Личная жизнь
Мать Флэгга, Келли, играла в баскетбол за колледж Мэна, где она была капитаном команды в выпускном классе. Его отец, Ральф, играл в NJCAA за Восточный общественный колледж Мэна. У Флэгга есть брат-близнец, Эйс, который был товарищем по команде в Nokomis. Старший брат Флэгга, Хантер, также был баскетболистом Nokomis и был в выпускном классе, когда Купер был на первом курсе. Его семья переехала из Ньюпорта во Флориду после того, как он и его брат-близнец перевелись в Академию Монтверде.
Флэгг подписал контракт на поставку обуви с New Balance до начала своего первого года в «Дьюке». На решение Флэгга выбрать New Balance повлияли связи компании с его родным штатом Мэн, поскольку две их фабрики располагались недалеко от его родного города Ньюпорт. Он также стал первым игроком мужской студенческой баскетбольной команды, спонсором которого выступил Gatorade.

## Статистика

### Статистика в NCAA
| Сезон | Команда         | Conf  | Class | GP | GS | MPG  | FG%  | 3P%  | FT%  | RPG | APG | SPG | BPG | PPG  |
| --- | --------------- | ----- | ----- | -- | -- | ---- | ---- | ---- | ---- | --- | --- | --- | --- | ---- |
| 2024/25 | Дьюк Блю Девилз | ACC   | FR    | 37 | 37 | 30,7 | 48,1 | 38,5 | 84,0 | 7,5 | 4,2 | 1,4 | 1,4 | 19,2 |
| Всего | Всего           | Всего | Всего | 37 | 37 | 30,7 | 48,1 | 38,5 | 84,0 | 7,5 | 4,2 | 1,4 | 1,4 | 19,2 |
| Наведите курсор мыши на аббревиатуры в заголовке таблицы, чтобы прочесть их расшифровку Статистика приведена с сайта sports-reference.com |                 |       |       |    |    |      |      |      |      |     |     |     |     |      |